# SMBus
SMBus (англ. System Management Bus) — послідовний протокол обміну даними для пристроїв живлення. Заснований на шині I2C, але використовує більш низьку сигнальну напругу (3,3 В). Запропонований компанією Intel в 1995 році. Використовується, наприклад, для отримання інформації про стан акумуляторної батареї ноутбука (ємність батареї, що залишилась, температура батареї, кількість циклів заряд-розряд, тощо). З версії SMBus 2.0 (2000 рік) використовується не тільки для налаштування батареї, але і для інших внутрішніх пристроїв комп'ютера.
SMBus є двопровідним інтерфейсом, за допомогою якого прості пристрої можуть обмінюватися інформацією з системою. Повідомлення йдуть до пристроїв і від них, по одній і тій самій сигнальній лінії, замість проходження по окремим сигнальним лініям. Таким чином забезпечуються переваги:
- зменшується кількість проводів (не потрібні окремі сигнальні лінії),
- гарантується подальша розширюваність, шляхом прийому повідомлень по протоколу I²C (лише на низьких швидкостях[4][5]).

Призначення SMBus:
- надання інформації про виробника,
- надання номера моделі каталожного номера,
- надання повідомлень про різні помилки,
- визначення зниженої напруги акумуляторної батареї.

Використання SMBus для налаштування ОЗП:
- визначення обсягу пам'яті і її конфігурування методом послідовного виявлення[en] (Serial presence detect),
- пошук вільних роз'ємів пам'яті для відключення тактової частоти на невикористовуваних каналах.

Порівняно з I²C, SMBus працює на швидкостях до 100 кГц і не підтримує 0,4 і 2 МГц варіантів.
Використання SMBus для доступу до інформації про процесор (PIROM) компанії Intel:
- визначення числа ядер моделі,
- визначення типу упаковки/типу роз'єму,
- визначення значення TDP,
- визначення робочих частот,
- визначення напруги живлення,
- визначення частоти QPI,
- визначення об'єму кеш-пам'яті L2 і L3,
- визначення наборів інструкцій.